# Hot Dog (Kurzfilm)
Hot Dog ist ein Kurzfilm der deutschen Regisseurinnen und Drehbuchautorinnen Alma Buddecke und Marleen Valien, in dem sie eine junge Frau offen über ihre Sexualität reden lassen.
In der 2019 veröffentlichten Komödie spielt Lena Klenke die Hauptfigur Hanna.

## Handlung
Hannah hat eine Hassliebe zu ihrer Vagina, die sie Mumu nennt. Sie erzählt uns von ihrer Liebes- und Leidensgeschichte mit ihrer Vagina und wie sich ihre Gefühle gegenüber ihrer Sexualität im Laufe der Zeit verändert haben. Dabei berichtet sie unter anderem von Ekzemen nach der Intimrasur und davon wie sie zum ersten Mal mit Hilfe ihres PlayStation-Controllers kam.

## Produktion
Alma Buddecke wuchs in Deutschland und der Schweiz auf und lebte ein Jahr lang als Austauschstudentin in den USA. Sie begann ein Psychologiestudium an der Freien Universität Berlin, bevor sie sich dem Filmemachen zuwandte. Sie war Studentin an der Filmakademie Baden-Württemberg. Marleen Valien schloss ihr Studium an der Universität der Künste Berlin mit einem Bachelor in "Kommunikation in sozialen und wirtschaftlichen Kontexten" ab. Während ihres Studiums nahm sie auch an der Kunstklasse von Professor und Künstler Ai Wei Wei teil. Sie arbeitete als freie Mitarbeiterin bei einer Produktionsfirma, bis sie an der Filmakademie Baden-Württemberg angenommen wurde, wo sie Werbefilmregie studierte und Alma Buddecke traf.
Produziert wurde der Kurzfilm an der Filmakademie Baden-Württemberg von Stella Markert und Felix Schreiber. Die Kameras führten Christopher Behrmann und Max Rauer. Vreni Sarnes war für den Schnitt und Johann Meis für den Ton verantwortlich.

## Veröffentlichung
Der Film lief auf über 50 nationalen und internationalen Filmfestivals unter anderem auf dem Filmfestival Max Ophüls Preis, dem Sundance Film Festival, dem Clermont-Ferrand International Short Film Festival, dem Ljubljana International Film Festival, in Seattle, Atlanta, Florida und Denver und auf Filmfestivals in 20 weiteren Ländern. Hot Dog wurde zudem in mehrere Länder verkauft unter anderem an den Sender Sundance TV in den USA, an Canal+ in Frankreich, den SRF in der Schweiz und den MDR in Deutschland. Ebenso wird der Film weltweit vom Goethe-Institut auf einer Vielzahl von  interkulturellen Veranstaltungen gezeigt und diskutiert.

## Rezeption
„Der Ton ist frisch und doch vertraut. Voice-over-Erinnerungen sind umschlossen von einer Art asymmetrischem „Wes Anderson trifft Slums of Beverly Hills“ Kitsch, der Stil der 60er/70er Jahre und eine verwaschene Diner-Beleuchtung füllen das Bild. Die offene, lustige Herangehensweise an den weiblichen Körper und weitere Aspekte der jungen Sexualität erfrischt in einer Welt, die ihn ständig politisiert.“

„Das Thema betrifft einfach jeden – denn es geht um Vaginas. Der Film erzählt ganz ehrlich die Beziehung einer Frau zu ihrem Geschlechtsteil, und wie andere Menschen damit umgehen. Der Film ist lustig – gleichzeitig denkt man: „Stimmt, warum spricht da keiner drüber?“ Der Film sollte in der Schule gezeigt werden – dann müssen Mädchen sich nicht schämen und Jungs wissen, wie es geht.“

„Fazit: „Hot Dog“ ist der erste Kurzfilm der beiden Regisseurinnen Alma Buddecke und Marleen Valin [...]. Sie erzählen in einem gelungenen Look und mit viel Offenheit von einer junger Frau und ihrem gesunden Verhältnis zu ihrer Vagina, bieten damit Gesprächsstoff und Produktionsfläche an und schufen einen sehr unterhaltsamen Film.“

## Festivalteilnahmen (Auswahl)
- Filmfestival Max Ophüls Preis[13]
- Sundance Film Festival[14]
- European Film Festival of Lille[15]
- Atlanta Film Festival[16]
- Filmfest Dresden – International Short Film Festival[15]
- Florida Film Festival[17]
- Studierendenfilmfestival Sehsüchte[18]
- Kyiv International Short Film Festival[17]
- Seattle International Film Festival[19]
- Huesca International Film Festival[20]
- Durban International Film Festival[21]
- Guanajuato International Film Festival[22]
- Filmfestival Kitzbühel[23]
- Budapest Short Film Festival[15]
- IFF Pacific Meridian[24]
- Helsinki International Film Festival[25]
- Crested Butte Film Festival[26]
- Oaxaca FilmFest[27]
- Filmkunsttage Sachsen-Anhalt[28]
- Denver Film Festival[29]
- Asiana International Short Film Festival[30]
- interfilm – International Short Film Festival Berlin[31]
- Flensburger Kurzfilmtage[15]
- up-and-coming Intern. Film Festival Hannover[32]
- Filmschau Baden-Württemberg[33]
- Prague Short Film Festival[34]
- Clermont-Ferrand International Short Film Festival[35]
- Regensburger Kurzfilmwoche[36]
- REGARD – Saguenay International Short Film Festival[37]
- Valencia International Film Festival Cinema Jove[38]
- Shanghai International Film Festival[39]
- Fünf Seen Filmfestival[40]
- Ljubljana International Film Festival[41]